# 山本牧彦
山本 牧彦（やまもと まきひこ、Makihiko YAMAMOTO、1893年3月1日-1985年8月24日）は、日本の戦前を代表するピクトリアリスム・芸術写真の写真家。
兵庫県生まれ。
アルスから発行されていた雑誌「芸術写真研究」などに1920年代頃から作品を投稿し、中島謙吉（中嶋謙吉、1888年-1972年）に注目される。
1928年には、真継不二夫らと、「日本光画協会」を結成。
デフォルマシオンやいわゆる「雑巾がけ」と呼ばれる手法などを生かした、独自性のあるピクトリアリスムの作品を制作した。
戦後は写真から離れた。

## 代表作
- 神父の散歩（1927年）
  - 神父を正面からとらえた作品であるが、デフォルマシオンにより縦に短く横に長く引き伸ばしているため、神父像が横に長く、すなわち太っているように見え、ユーモラスな作品となっている。
- クラリネットを吹く少年の像（1928年）
  - 木のいすに座ってクラリネットを吹くおかっぱの少年のほぼ全身を正面から撮影した作品だが、デフォルマシオンにより画面全体に少し歪みを加えているため、いすも少年もやや歪んでおり、不思議な感覚を引き起こす作品となっている。

## 作品が出品された展覧会
- 米子写友会回顧展（米子市美術館・1990年）
- 日本のピクトリアリズム　風景へのまなざし（東京都写真美術館・1992年）
- 日本近代写真の成立と展開（東京都写真美術館・1995年）
- 光のノスタルヂア 小関庄太郎と日本の芸術写真（福島県立美術館・2001年）
- 芸術写真の精華（東京都写真美術館、2011年）

## 文献
- 上記各展覧会の展覧会カタログ
- 日本の写真家　5　高山正隆と大正ピクトリアリズム（岩波書店、1998年）
- 『日本の写真家 近代写真史を彩った人と伝記・作品集目録』（東京都写真美術館監修・日外アソシエーツ・2005年）